# Sebastian Wieczorek
Sebastian Wieczorek (* 16. November 1979) ist ein deutscher Informatiker. Vom 27. September 2018 bis 28. Oktober 2020 war er Sachverständiger in der Enquete-Kommission Künstliche Intelligenz.

## Leben
Sebastian Wieczorek studierte Informatik an der Technischen Universität Dresden und promovierte im Jahr 2010 an der Technischen Universität Berlin.
Wieczorek ist Vice President bei der SAP und leitet die Abteilung für KI-Plattform-Technologien. Des Weiteren leitet er die globale AI Ethics Initiative der SAP und ist Mitglied des AI Ethics Steering Committee.
Als Experte für Künstliche Intelligenz beriet Wieczorek neben dem Bundestag auch die EU-Kommission und war als Gutachter für Forschungsprojekte der EU und das Bundesministerium für Bildung und Forschung tätig.